# Noordse komkommerspin
De noordse komkommerspin (Araniella proxima) is een spinnensoort uit de familie van de wielwebspinnen (Araneidae). Deze spin komt voor in het Holarctisch gebied. De wetenschappelijke naam van de soort werd in 1885 als Epeira proxima gepubliceerd door Władysław Kulczyński. Ze komt voor in België, maar niet in Nederland.